# مجمير
مجمير هي قرية في مقاطعة نير، إيران. عدد سكان هذه القرية هو 193 في سنة 2006.